# San Juan Airport (flygplats i Bolivia)
San Juan Airport är en flygplats i Bolivia.   Den ligger i departementet Beni, i den centrala delen av landet, 500 km norr om huvudstaden Sucre. San Juan Airport ligger 147 meter över havet.
Terrängen runt San Juan Airport är mycket platt. Runt San Juan Airport är det mycket glesbefolkat, med 7 invånare per kvadratkilometer..
Omgivningarna runt San Juan Airport är huvudsakligen savann.